# Sporophile cannelle
Sporophila cinnamomea
Espèce
Statut de conservation UICN

 VU A2cde+3cde+4cde;C2a(i) : Vulnérable
Le Sporophile cannelle (Sporophila cinnamomea), également appelé Sporophile châtain, est une espèce de passereau appartenant à la famille des Thraupidae.

## Répartition et habitat
Il se reproduit en Uruguay, le nord-est de l'Argentine, le sud-est du Paraguay et le Rio Grande do Sul (Brésil) ; son aire d'hivernage s'étend au nord jusqu'au Tocantins.
C'est une espèce de prairie qui favorise les habitats avec de l'herbe dense et haute (particulièrement Paspalum).